# 貝沃河 (威悉河支流)
51°39′25″N 9°22′38″E / 51.65694°N 9.37722°E

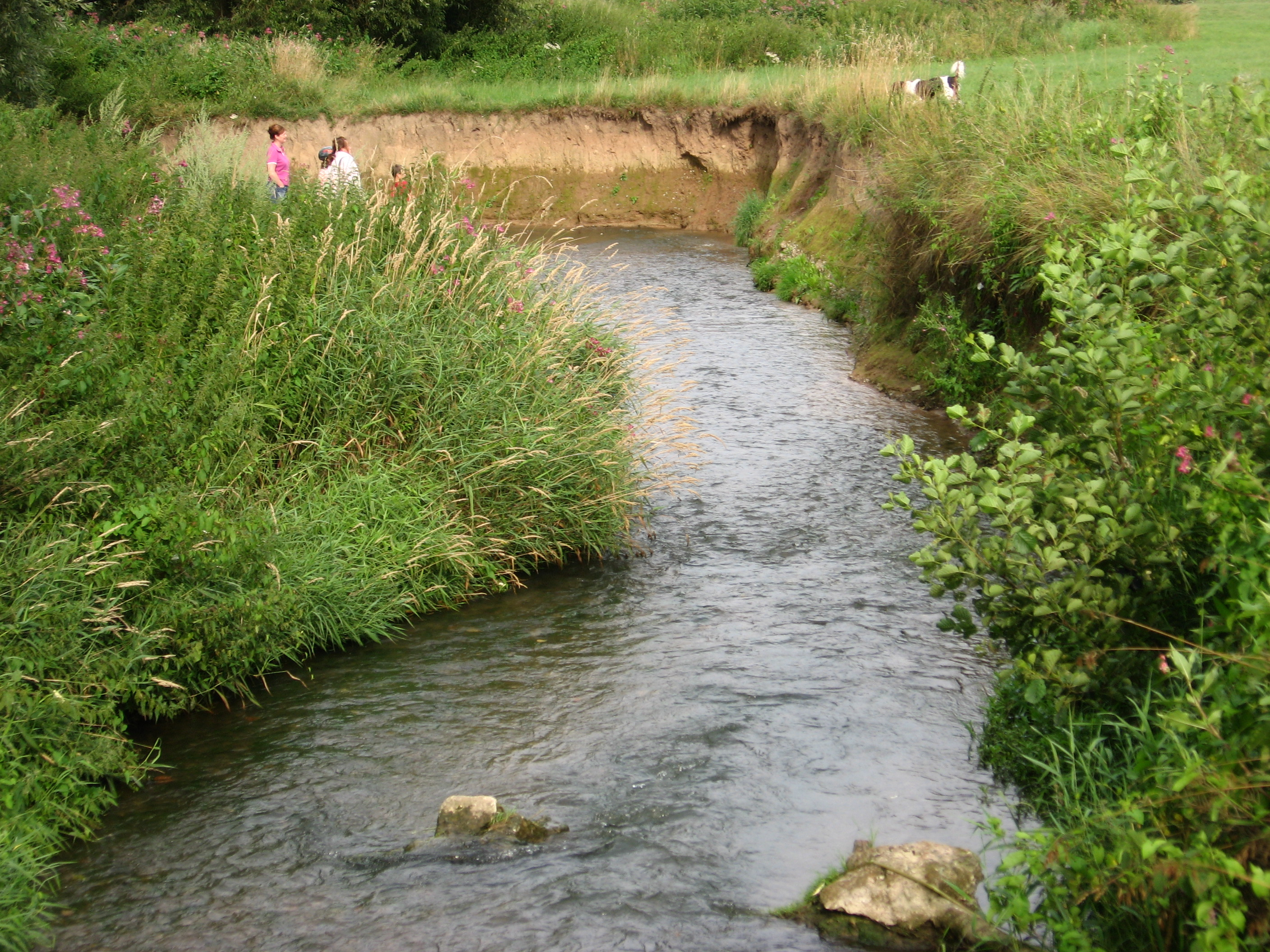

貝沃河（德語：Bever），是德國的河流，位於該國西部，處於北萊茵-威斯特法倫州，屬於威悉河的左支流，河道全長10.5公里，流域面積76.8平方公里，河口處在貝沃龍根。